# Mòmies del Tarim

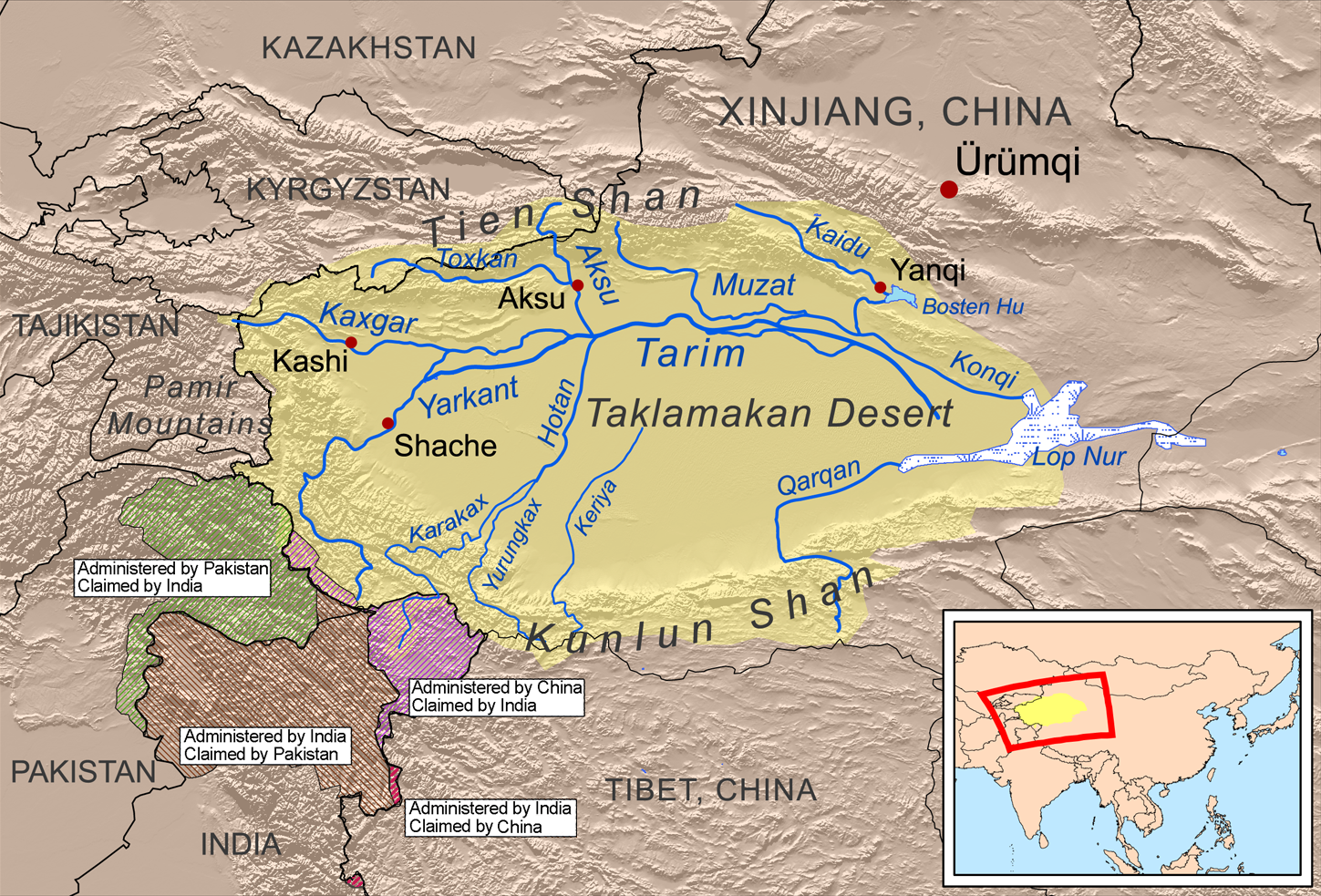
Mapa de la depressió del Riu Tarim, essencialment ocupat pel desert del Takla Makan.

Les mòmies del Tarim són una sèrie de mòmies de tipus «europeu» o «caucàsic» que daten del II i mil·lenni I aC, descobertes al territori actualment ocupat per la República Popular de la Xina, en la conca del riu Tarim.
Aquestes mòmies tenen una cultura material i característiques genètiques que indiquen que el seu origen es troba a l'oest d'Euràsia. Per això, generalment, es considera que es tracta d'una de les cultures indoeuropees antigues més orientals, juntament amb les cultures siberianes i centreasiàtiques de Andrónovo o de Afanasevo.

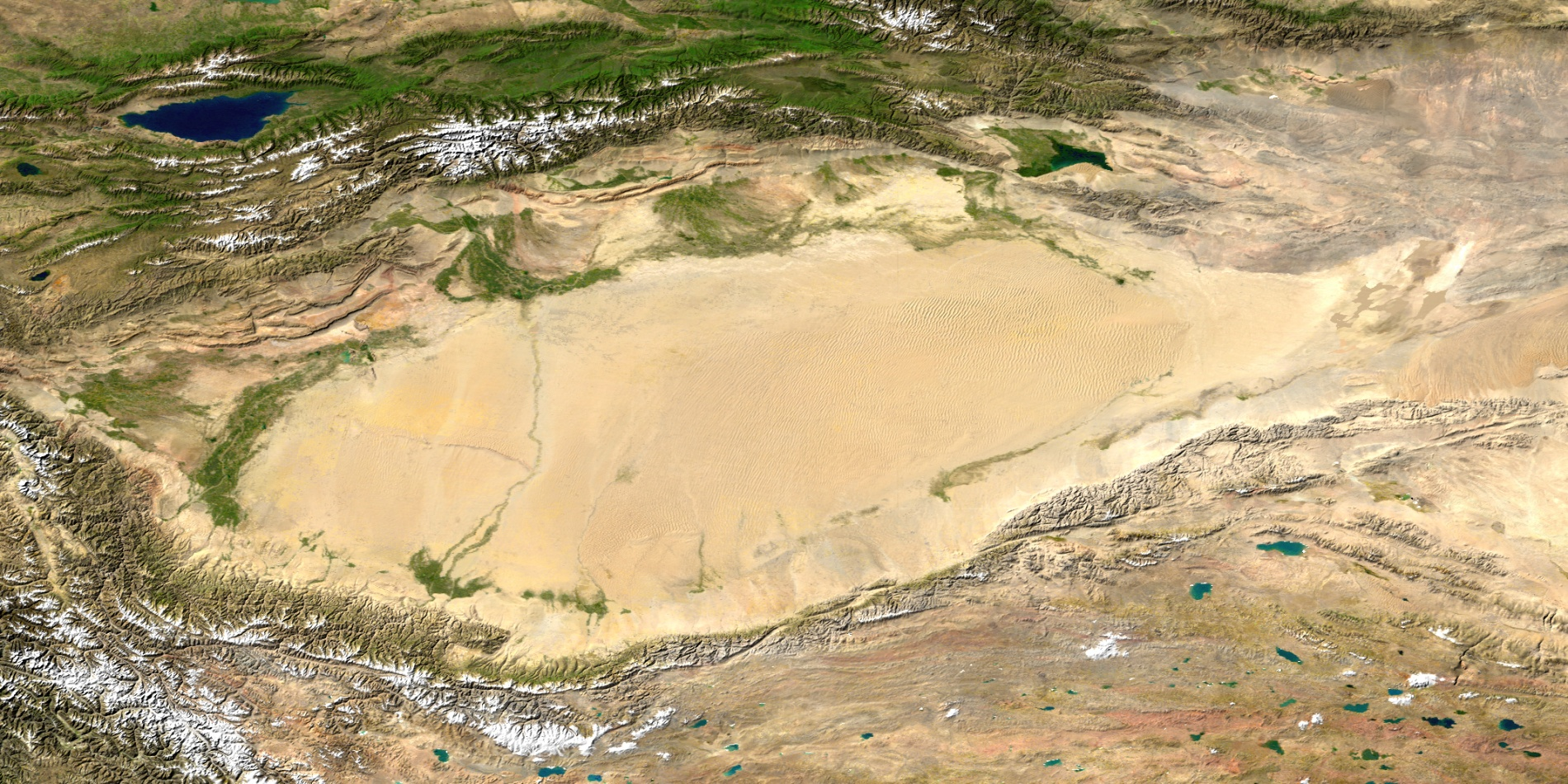
Imatge del desert de Takla Makan.

És plausible, encara que incert, que el poble de les mòmies fos l'ancestre de la civilització dels tocaris, una cultura indoeuropea que va perdurar a la conca del Tarim fins al segle viii de la nostra era.

## Descobriments arqueològics
La datació elaborada en les últimes dècades ha mostrat que les mòmies més antigues dataven de segle xviii aC o segle XX aC. Tal és el cas del cementiri de Qäwrighul, on els cossos han estat datats del 2000 al 1500 aC. Les mòmies més recents, just abans del període pròpiament dit de la civilització tocaria, dataven del 200 aC.
Aquesta antiguitat, així com les característiques «occidentals» de la cultura material i de l'aparença física de les mòmies millor conservades, ha suscitat cert interès tant en els mitjans de comunicació com en els investigadors.

### Història

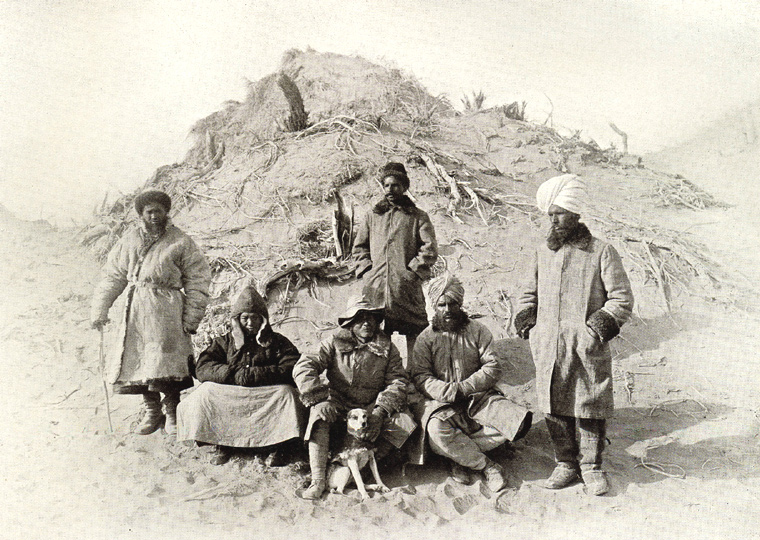
Sir Aurel Stein a l'altiplà del Tarim, 1910.

Les primeres mòmies van ser descobertes a l'actual regió autònoma dels uigurs de Xinjiang, a la Xina, a final del segle xix i principis del segle xx. En particular, va ser l'obra dels exploradors Sven Hedin -«qui va identificar les mòmies dessecades de la cultura de Qäwrighul»- i sobretot sir Aurel Stein, «l'arqueòleg més actiu a l'exploració de l'altiplà del Tarim en els primers anys de descobriments».
No obstant això, la recerca i els descobriments arqueològics no van ser avançats fins als anys 1970. Així, en el curs de quatre dècades prèvies a 2010, entorn de 500 tombes van ser obertes en tot l'altiplà del Tarim, les quals contenien diverses centenes de mòmies. Aquestes tombes se situaven principalment a les regions de Hami, Loulan, Lob Nor o Qiemo.

### Videografia
- Els momies du bassin du Tarim, Regne Unit, 2007, 52mn, dirigida per David Shadrack Smith.